# Висенте Кальдерон (стадион)
«Висенте Кальдерон» (исп. Estadio Vicente Calderón) — футбольный стадион, который был расположен в самом центре Мадрида, в районе Аргансуэла. Являлся домашним стадионом клуба «Атлетико» Мадрид. Первое официальное название «Мансанарес». Позднее был переименован в честь президента клуба Висенте Кальдерона. Являлся 7-м по вместимости стадионом в Испании после «Камп Ноу» (Барселона), «Сантьяго Бернабеу» (Мадрид), «Местальи» (Валенсия) и Олимпийских стадионов в Барселоне и Севилье. Стадион вмещал 54 907 зрителей. Кресла стадиона были раскрашены в красно-белые цвета — цвета клуба «Атлетико».
«Висенте Кальдерон» принимал официальные и товарищеские матчи не только клуба, но и сборной Испании. В 2003 году он стал первым испанским стадионом, удостоившимся от УЕФА звания «элитного стадиона» и получившим 5 звезд.

## История
К началу 60-х годов стадион мадридского «Атлетико» «Метрополитано» перестал справляться с постоянно растущим количеством болельщиков, и 17 марта 1961 года президент клуба Хавьер Барросо приобрел землю под строительство нового стадиона взамен существующего старого. В этом же году начались строительные работы.
В связи с тем, что возведение нового стадиона требовало огромных затрат, за три года до начала строительства были оформлены необходимые кредиты. В 1958 году акционеры клуба подписали закладные, а простые болельщики вносили свои личные сбережения.
В октябре 1966 года в присутствии 62000 зрителей матчем против «Валенсии» состоялось официальное открытие стадиона «Мансанарес». Игра закончилась со счетом 1:1.
16 апреля 1967 на новом стадионе состоялось первое мадридское дерби: «Атлетико» принимал «Реал». Противостояние победителя не выявило — 2:2.
14 июля 1971 года на заседании руководства клуба было принято решение переименовать стадион «Мансанарес» в «Висенте Кальдерон» в честь президента клуба, с которым команда достигла значительных успехов. За переименованием последовала и реконструкция.
23 мая 1972 года уже на стадионе «Висенте Кальдерон» сборная Испании встречалась со сборной Венгрии в рамках матча открытия арены после реконструкции. На церемонии присутствовали глава государства Франсиско Франко, принц Астурии Хуан Карлос I де Бурбон и руководитель парламента Алехандро Родригес де Валькарсер-и-Небреда. Матч закончился со счетом 2:0 в пользу сборной Испании. Голы на счету Оскара Вальдеса и Хосе Гарате. 

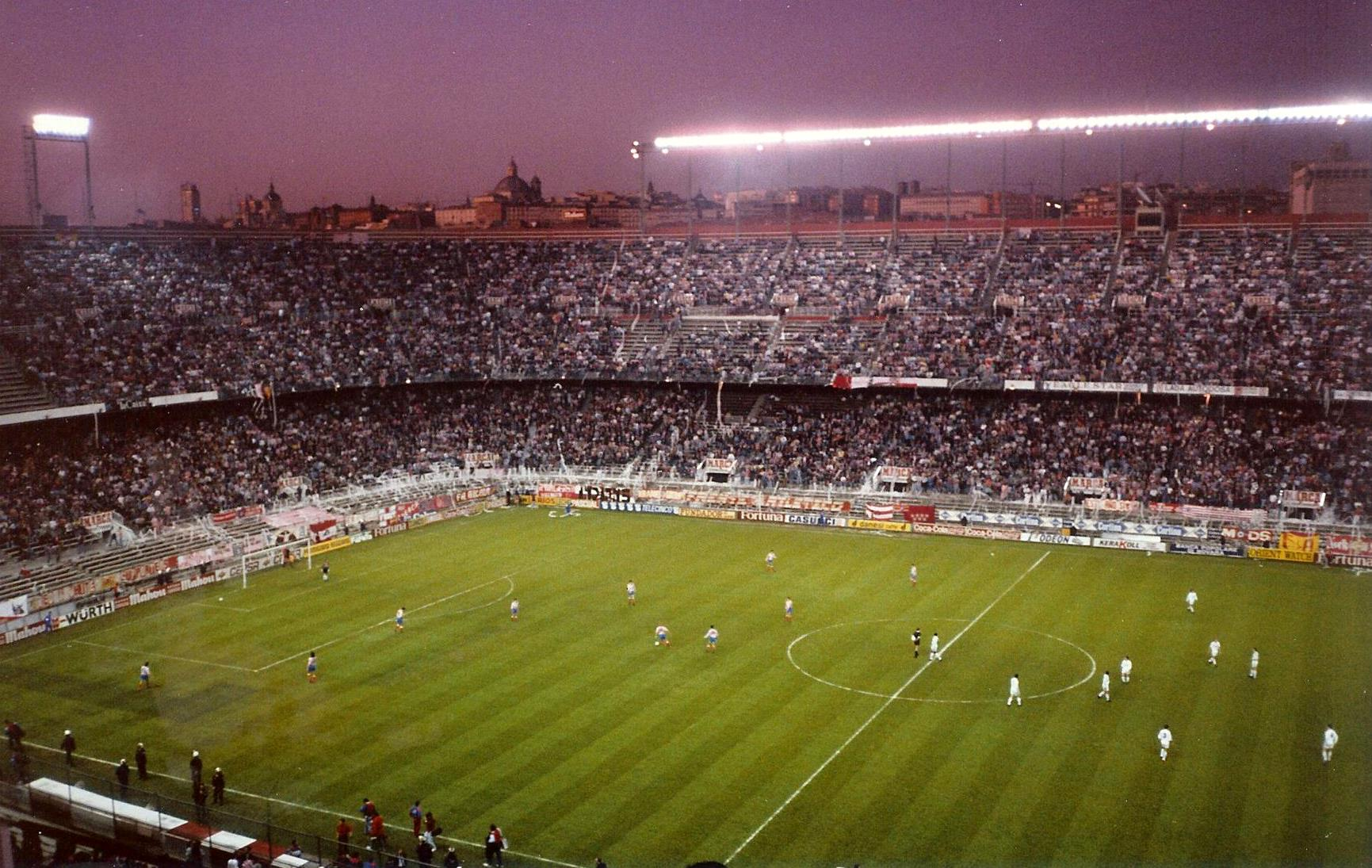
«Висенте Кальдерон» во время полуфинала Кубка УЕФА-1998/99 с «Пармой».

4 июля 1980 года на внеплановом заседании клуба был принят бюджет 451,000,000 ₧ для новой реконструкции стадиона, связанной с проведением матчей чемпионата мира 1982. Сумма в 190,000,000 ₧ легла на плечи «Атлетико», а оставшуюся часть выплатил комитет ФИФА Архитектором был назначен Хуан Хосе Барросо.
14 октября 2008 УЕФА применило санкции к клубу «Атлетико» Мадрид и потребовало закрыть стадион. Причиной столь радикального решения послужил инцидент[уточнить], произошедший 1 октября во время матча Лиги Чемпионов между «Атлетико» Мадрид и марсельским «Олимпиком».
27 мая 2017 года состоялся последний официальный поединок в истории стадиона — финал кубка Испании между «Барселоной» и «Алавесом» (3:1).
В 2020 году стадион полностью снесли, на его месте построили жилые кварталы и парк.

### Новый стадион «Атлетико»
30 июля 2007 года руководство «Атлетико», глава пивоварни Mahou и мэр города Мадрида пересмотрели соглашение, по которому клуб и пивоварня занимают территории на берегу реки Мансанарес. Клубу было также отказано в проведении очередной реконструкции стадиона для увеличения его вместимости.
Согласно новому постановлению через 3 года клуб должен будет переехать на печально известный стадион «Ла-Пейнета», на котором в 2005 году накануне выборов столицы Олимпиады-2012 сепаратистами был проведен теракт. Жертв не было.
Ранее данное спортивное сооружение использовалось для проведения различных атлетических соревнований и вмещало 20 000 зрителей. В данный момент проходит завершающая стадия реконструкции специально для клуба. Согласно планам после всех работ стадион будет вмещать 73 000 зрителей. Руководство «Атлетико» должно будет полностью выплатить стоимость нового стадиона. После 2016 года «Ла-Пейнета» перейдет в полное владение «Атлетико». Стадион «Висенте Кальдерон» будет уничтожен, а на его месте появится парк «Парк Атлетико Мадрид». Решение о сносе старого и переезде на новый стадион вызвало негодование среди болельщиков клуба. Они выступают за сохранение «Висенте Кальдерона» и расположение клуба на историческом месте.

## Архитектура
«Висенте Кальдерон» обладал нехарактерной для подобных спортивных объектов структурой. Стадион можно было разделить на четыре основные зоны: Главная трибуна, Боковая трибуна, Северная и Южная трибуны. По причине финансовых проблем и расположения стадиона в бедных районах Мадрида, Главная трибуна была закончена последней, в 1972 году. Это была единственная трибуна имеющая крышу. Под ней были расположены раздевалки, пресс-центр. VIP-трибуну можно было разделить на несколько частей: это многочисленные VIP-ложи, различной стоимости и значимости, банкетный зал, комната «гордости», где на стенах фотографии героев клуба, и зона СМИ. Отличительной чертой стадиона являлось то, что под VIP-трибуной проходила трасса М-30. 

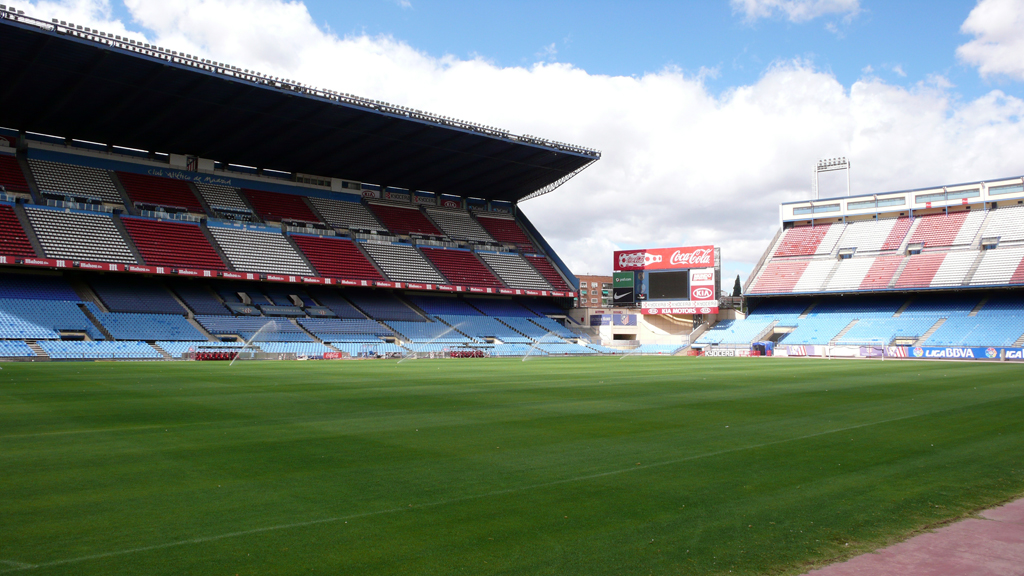
Вид на Главную и Северную трибуны.

## Чемпионат мира 1982 года на «Висенте Кальдерон»
В рамках чемпионата мира по футболу 1982 года, проходившего в Испании, на стадионе «Висенте Кальдерон» были сыграны матчи группы D. 28 июня 1982 года сборная Австрии встречалась со сборной Франции (счет 0:1, количество зрителей — 37 000). 1 июля состоялся матч Австрия — Северная Ирландия (счет 2:2, 20 000 зрителей). 4 июля Северная Ирландия принимала Францию (счет 1:4, присутствовало 37 000 зрителей).

## Другие мероприятия
Помимо спортивных событий на «Висенте Кальдероне» проходили и события музыкальные. Самая высокая посещаемость данных мероприятий зафиксирована 17 июня 2006 года на одном из 40 концертов «The Number 1» в честь праздновании 40-летия радиостанции «Los 40 Principales». Концерт длился более семи часов, за это время на сцене выступило более 40 артистов. На стадионе проходили также концерты мексиканской группы RDB.